# Ica (provincie)
Ica is een provincie in de regio Ica in Peru. De provincie heeft een oppervlakte van 7.894 km² en heeft 362.693 inwoners (2015). De hoofdplaats van de provincie is het district Ica; vier van de veertien districten vormen  samen de stad (ciudad) Ica. In deze provincie ligt ook de plaats Huacachina, dicht bij een oase.
De provincie grenst in het noorden aan de provincie Pisco en de regio Huancavelica, in het oosten aan de provincies Palpa en Nazca, in het zuiden aan de Grote Oceaan en in het westen aan de provincie Pisco.

## Bestuurlijke indeling
De provincie Ica is onderverdeeld in veertien districten, UBIGEO tussen haakjes:
- (110101) Ica, hoofdplaats van de provincie en deel van de stad (ciudad) Ica
- (110102) La Tinguiña, deel van de stad (ciudad) Ica
- (110103) Los Aquijes
- (110104) Ocucaje
- (110105) Pachacute
- (110106) Parcona, deel van de stad (ciudad) Ica
- (110107) Pueblo Nuevo
- (110108) Salas
- (110109) San José de los Molinos
- (110110) San Juan Bautista
- (110111) Santiago
- (110112) Subtanjalla, deel van de stad (ciudad) Ica
- (110113) Tate
- (110114) Yauca del Rosario

Chincha · Ica · Nazca · Palpa · Pisco